# Hoya (Nedersaksen)
Hoya is een gemeente in de Duitse deelstaat Nedersaksen. Het is de bestuurszetel van de Samtgemeinde Grafschaft Hoya in het Landkreis Nienburg/Weser.
Hoya telt 3.884 inwoners.

## Historie
zie Graafschap Hoya

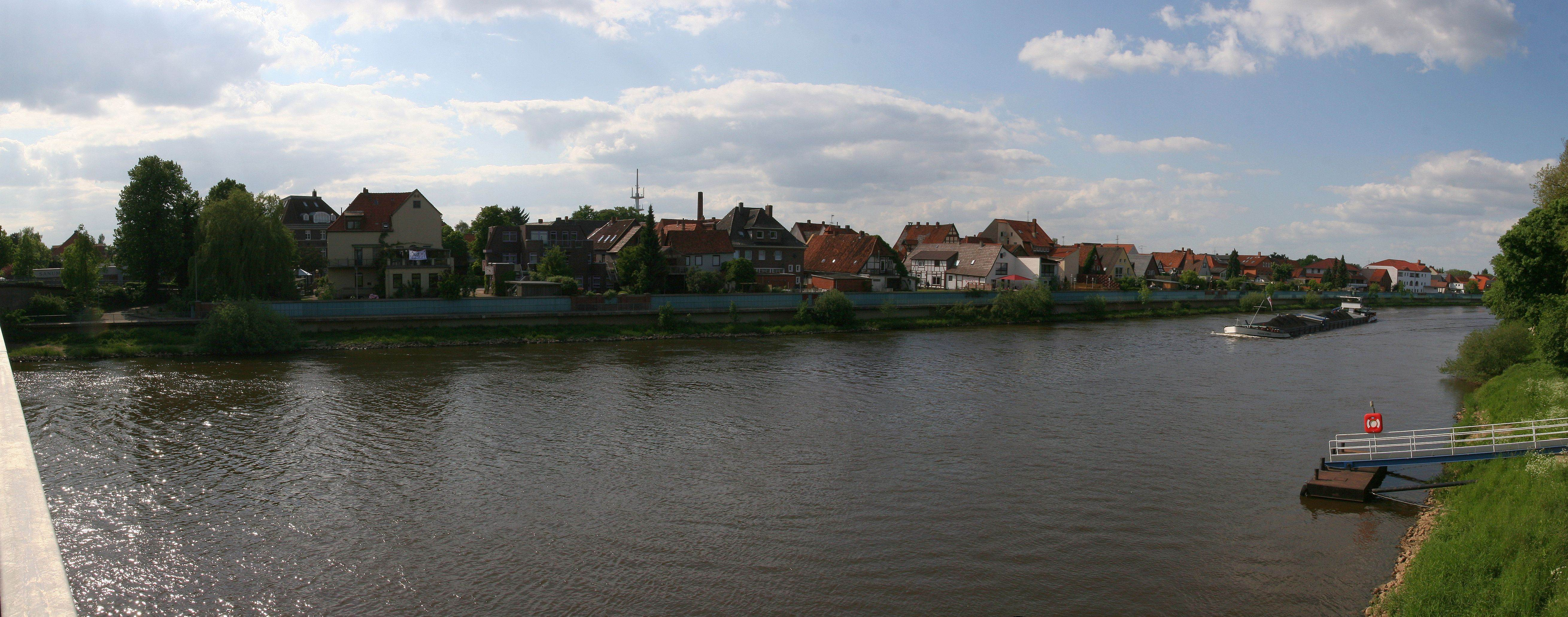
De Weserpromenade
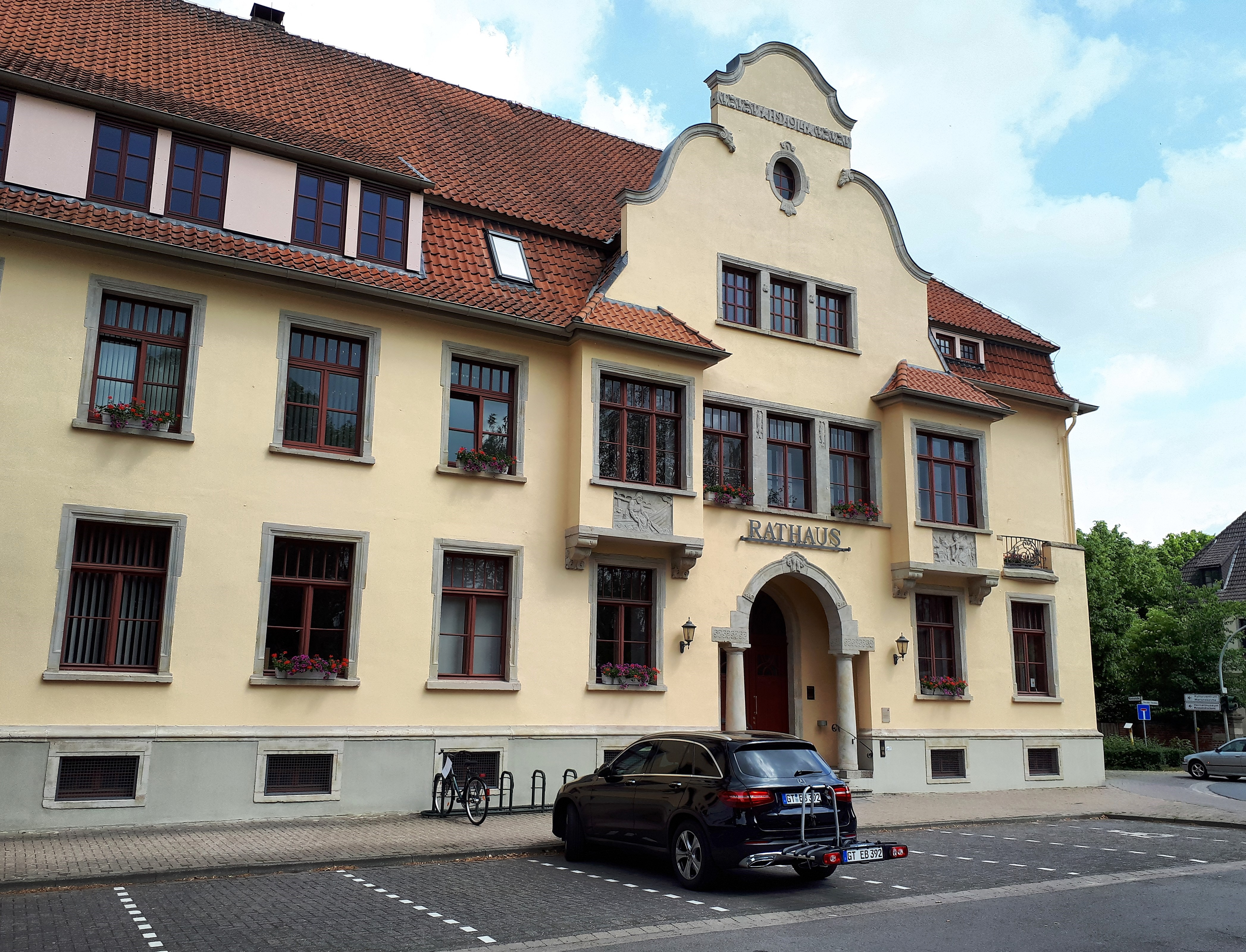
Raadhuis
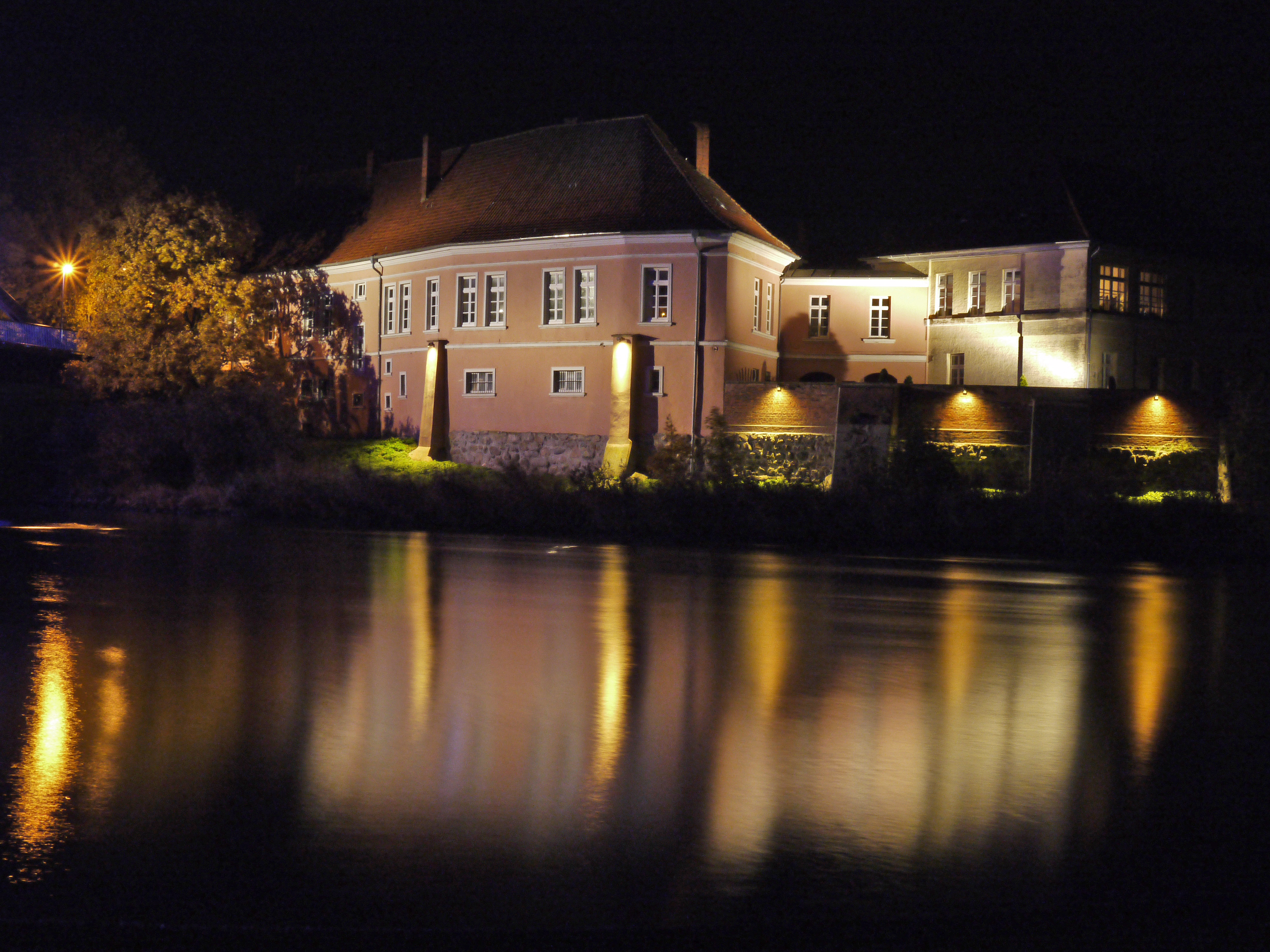
Schloss Hoya
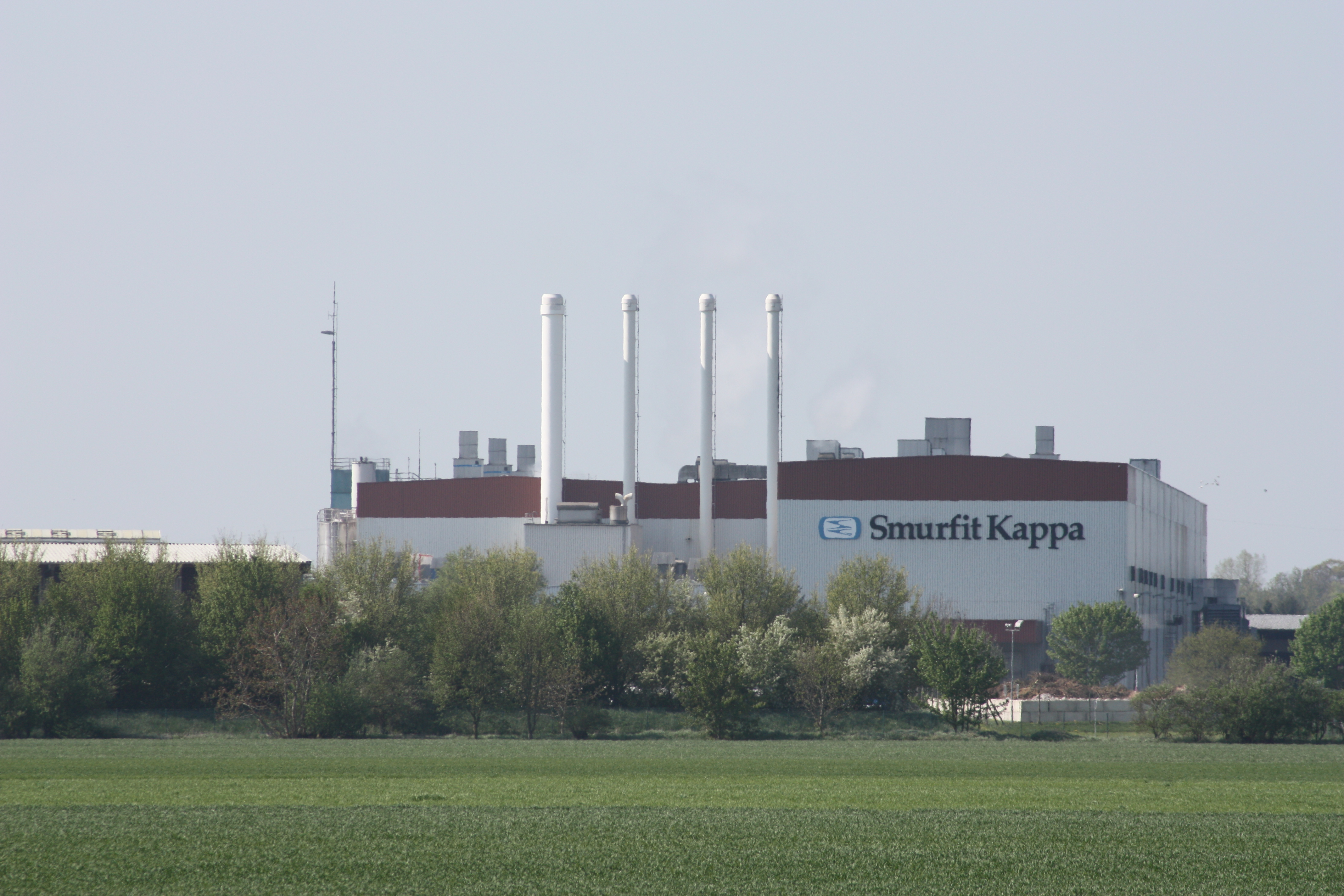
Smurfit Kappa-fabriek

- Bibliothèque nationale de France: cb12313457z (data)
- Gemeinsame Normdatei: 4094988-6
- Library of Congress Control Number: n86055196
- MusicBrainz: 1304004d-27ab-49ca-a8a0-8b466ab202ac
- Nationale Bibliotheek van Tsjechië: ge763471
- Virtual International Authority File: 141977499

Balge · 
Binnen · 
Bücken · 
Diepenau · 
Drakenburg · 
Estorf · 
Eystrup · 
Gandesbergen · 
Hämelhausen · 
Haßbergen · 
Hassel (Weser) · 
Heemsen · 
Hilgermissen · 
Hoya · 
Hoyerhagen · 
Husum · 
Landesbergen · 
Leese · 
Liebenau · 
Linsburg · 
Marklohe · 
Nienburg/Weser · 
Pennigsehl · 
Raddestorf · 
Rehburg-Loccum · 
Rodewald · 
Rohrsen · 
Schweringen · 
Steimbke · 
Steyerberg · 
Stöckse · 
Stolzenau · 
Uchte · 
Warmsen · 
Warpe · 
Wietzen